# Robert Knolles

Blasón de Knolles

Robert Knolles (c. 1325-15 de agosto de 1407) fue un célebre caballero inglés de la guerra de los Cien Años, quien, operando con el soporte táctico de la Corona conquistó dos grandes ciudades francesas, Calais y Poitiers, por orden de Eduardo III. Sus métodos, sin embargo, le dieron fama de ser un bandido saqueador: las paredes en ruinas de los edificios quemados durante la guerra llegaron a ser conocidos como «mitras de Knolly».
El escudo de armas de Knolles preside la torre de la poterna del castillo de Bodiam, en Sussex. Fue una declaración de lealtad a Knolles de su constructor, Edward Dalyngrigge, que sirvió al mismo Knolles en una Compañía Libre durante la guerra de los Cien Años.

## Guerra de sucesión bretona
Knolles nació en Cheshire, pero los documentos lo mencionan por primera vez como castellano de diversas fortalezas bretonas a mediados del siglo XIV, entre ellas Fougeray, Gravelle y Chateaublanc. Fue uno de los campeones ingleses del «Combate de los Treinta» de 1351, en el que resultó cautivo. Participó luego al frente de ochocientos hombres en la cabalgada de 1356 del duque de Lancaster por Normandía, una maniobra de distracción para atraer al rey francés Juan el Bueno al norte del reino y permitir que el Príncipe Negro llevase a cabo la famosa campaña de Poitiers. Durante la crisis francesa desatada por la grave derrota en la batalla de  Poitiers en la que Carlos II de Navarra se puso al frente de la rebelión que estalló en París, Knolles se unió a las fuerzas que mandaba el hermano de este, Felipe, que defendían la ciudad de las huestes del delfín en 1358.
El momento de mayor gloria de la carrera militar de Knolles aconteció en otoño de ese año, cuando mandó un gran compañía de entre dos y tres mil ingleses y gascones en el valle del Loira, donde acantonó tropas en diversas poblaciones fronterizas importantes, como Châteauneuf-Val-de-Bargis. A continuación marchó por el Nivernés; el arcipreste Arnaud de Cervole, encargado de la defensa por Margarita III de Flandes y fundador el año anterior de la primera gran compañía, no pudo detenerlo.
En 1359 Knolles alcanzó Auxerre, que conquistó tras un asedio de dos meses el 10 de marzo. Tras la toma de la ciudad, dos lugartenientes lo armaron caballero; hasta entonces había ostentado el título de escudero. El saqueo de Auxerre se realizó con escasa violencia y destrucción, puesto que Knolles y sus hombres eran profesionales que buscaban el máximo beneficio de sus acciones. Las tropas de Knolles peinaron la ciudad en busca de objetos valiosos y clasificaron a los habitantes para pedir por ellos el rescate que se considerase adecuado por cada uno. Finalmente, exigieron un enorme rescate para no destruir la ciudad, si bien solo acabaron recibiendo parte de él. Al mes siguiente, Knolles regresó a Chateauneuf, a aprestar la invasión del valle del Ródano con Hugh Calveley. Knolles partió hacia el sur y fijó su campamento en Pont-du-Chateau, en el valle del Allier, desde el que acometió a continuación la invasión del Velay. Luego Knolles se reunió con Calveley para asediar la destacada villa de Le Puy, que ambos conquistaron en julio de 1359. Camino de la sede papal de Aviñón, se encontraron con el ejército de Thomas de la Marche, lugarteniente de Luis II, duque de Borbón, lo que hizo que los jefes ingleses decidiesen replegarse, tras lo que licenciaron a sus tropas.
En el apogeo de la guerra de sucesión bretona, Knolles participó en el sitio de Auray que llevó a cabo Juan VI de Bretaña en julio de 1364, que precedió a la gran victoria de este en la batalla de Auray de septiembre de ese año. Knolles participó asimismo junto al Príncipe Negro en la batalla de Nájera de 1367.

## Campaña en Francia
En 1370 se le concedieron abundantes tierras y copiosos fondos para que reuniese un ejército que debía invadir el norte de Francia. Con él desembarcó en Calais en agosto; sus seis mil jinetes realizaron una larga cabalgada que taló el territorio hasta los arrabales de París, que incendiaron. La maniobra, no obstante, no logró que Carlos V se aviniese a enfrentarse a los ingleses en campo abierto. Así, Knolles dirigió a sus hombres hacia Gascuña; en la región comprendida entre los ríos Loira y Loir conquistó castillos e iglesias, que fortificó. Sus jóvenes lugartenientes —entre los que se contaba sir John Minsterworth—, ansiosos por enfrentarse en batalla a los franceses, criticaron duramente la táctica de Knolles. Así, cuando llegaron noticias del avance de las huestes francesas que mandaba Bertrand du Guesclin, Knolles aconsejó la retirada a Bretaña, pero el grueso del ejército rehusó hacerlo. Por ello Knolles y su mesnada lo abandonaron; los franceses debelaron a las fuerzas inglesas que se habían negado a retirarse en la cruenta batalla de Pontvallain del 4 de diciembre.
Knolles invernó en su castillo de Derval, en la marca bretona, y luego trató de evacuar a sus hombres y a los de Minsterworth —este se había unido a él con algunos supervivientes del desastre de PontvallainPontvallain— desde el puerto de Saint-Mathieu. La falta de barcos, sin embargo, obligó a abandonar en la costa a la mayoría de los soldados ingleses, que cayeron en manos de los franceses que mandaba Olivier de Clisson. En 1372 el Consejo Real inglés condenó a Knolles como principal responsable de la fallida operación. Se confiscaron las tierras que se le habían concedido como pago por dirigir el ejército y se le impuso una multa de diez mil marcos.

## Muerte
Fundó el hospital de la Trinidad en Pontefract y participó en el aplastamiento de la rebelión de Wat Tyler. Falleció en su residencia de Sculthorpe, Norfolk, el 15 de agosto de 1407.
Su escudo de armas aparece en la torre de la poterna del castillo de Bodiam, en Sussex, señal de lealtad de su constructor, Edward Dalyngrigge, a Knolles, con el que había servido en una compañía blanca en Francia durante la guerra de los Cien Años.